# Jessica Steck
| Posities op de WTA-ranglijst Positie per einde seizoen: \| jaar \| rang enkelspel \| rang dubbelspel \| \| ---- \| -------------- \| --------------- \| \| 1996 \| 266 \| 347 \| \| 1997 \| 187 \| 232 \| \| 1998 \| 192 \| 159 \| \| 1999 \| 230 \| 80 \| \| 2000 \| 213 \| 125 \| \| 2001 \| 245 \| 190 \| \| 2002 \| 361 \| 88 \| \| 2003 \| – \| 134 \| |                |                 |
| jaar | rang enkelspel | rang dubbelspel |
| 1996 | 266            | 347             |
| 1997 | 187            | 232             |
| 1998 | 192            | 159             |
| 1999 | 230            | 80              |
| 2000 | 213            | 125             |
| 2001 | 245            | 190             |
| 2002 | 361            | 88              |
| 2003 | –              | 134             |

Jessica Steck (Bloemfontein, 6 augustus 1978) is een voormalig tennisspeelster uit Zuid-Afrika. Steck begon met tennis toen zij zeven jaar oud was. Haar favoriete ondergrond is gravel. Zij speelt rechtshandig en heeft een tweehandige backhand. Zij was actief in het internationale tennis van 1993 tot en met 2006.

## Loopbaan

### Junioren
Steck won een grandslamtitel in het dubbelspel op het meisjestoernooi van het US Open 1996, samen met landgenote Surina de Beer.

### Enkelspel
Steck debuteerde in 1993 op het ITF-toernooi van Johannesburg (Zuid-Afrika). Zij stond in 1996 voor het eerst in een finale, op het ITF-toernooi van Pretoria (Zuid-Afrika) – hier veroverde zij haar eerste titel, door de Zwitserse Angela Bürgis te verslaan. In totaal won zij vijf ITF-titels, de laatste in 2001 in Midlothian (VS).
In 1997 speelde Steck voor het eerst op een WTA-hoofdtoernooi, op het toernooi van Amelia Island. Haar beste resultaat op de WTA-toernooien is het bereiken van de tweede ronde, in 1999 in Amelia Island.
Haar hoogste notering op de WTA-ranglijst is de 140e plaats, die zij bereikte in maart 1998.

### Dubbelspel
Steck behaalde in het dubbelspel betere resultaten dan in het enkelspel. Zij debuteerde in 1993 op het ITF-toernooi van Pretoria (Zuid-Afrika), samen met landgenote Claire Kamps. Zij stond in 1996 voor het eerst in een finale, op het ITF-toernooi van Caïro (Egypte), samen met de Sloveense Katarina Srebotnik – zij lieten in de eindstrijd verstek gaan tegen het Nederlandse duo Maaike Koutstaal en Andrea van den Hurk. In 1998 veroverde Steck haar eerste titel, op het ITF-toernooi van Haines City (VS), samen met landgenote Nannie de Villiers, door het Canadese duo Maureen Drake en Renata Kolbovic te verslaan. In totaal won zij vier ITF-titels, de laatste in 2002 in Charlottesville (VS).
In 1998 had Steck haar grandslamdebuut, op Wimbledon, samen met de Amerikaanse Brie Rippner met wie zij als lucky loser tot het hoofdtoernooi was toegelaten. In 1999 speelde Steck voor het eerst op een WTA-hoofdtoernooi, op het toernooi van Oklahoma, samen met landgenote Amanda Coetzer – zij bereikten er meteen de finale, die zij verloren van het koppel Lisa Raymond en Rennae Stubbs. In 2002 veroverde Steck haar eerste, en enige, WTA-titel, op het toernooi van Québec, samen met de Amerikaanse Samantha Reeves, door het koppel María Emilia Salerni en Fabiola Zuluaga te verslaan.
Haar beste resultaat op de grandslamtoernooien is het bereiken van de tweede ronde. Haar hoogste notering op de WTA-ranglijst is de 56e plaats, die zij bereikte in maart 2003.

### Tennis in teamverband
In de periode 1997–2003 maakte Steck deel uit van het Zuid-Afrikaanse Fed Cup-team – zij vergaarde daar een winst/verlies-balans van 4–3.

## Privé
Steck was gehuwd met de Zuid-Afrikaanse arts Anthony Karpas, met wie zij in Atlanta woonde – hij overleed in 2007 op 56-jarige leeftijd aan nierkanker. Zij woont nu in Saint Petersburg (Florida) en werkt als real estate agent (makelaar in onroerend goed).

## Palmares
| Legenda                |
| ---------------------- |
| Grandslamtoernooi      |
| Olympische Spelen      |
| Year-End Championships |
| Tier I                 |
| Tier II                |
| Tier III               |
| Tier IV & V            |

### WTA-finaleplaatsen enkelspel
geen

### WTA-finaleplaatsen vrouwendubbelspel
| nr.              | finale     | toernooi     | ondergrond    | partner         | tegenstandsters                      | score         |         |
| ---------------- | ---------- | ------------ | ------------- | --------------- | ------------------------------------ | ------------- | ------- |
| gewonnen finales |            |              |               |                 |                                      |               |         |
| 1.               | 2002-09-22 | WTA Québec   | tapijt (i)    | Samantha Reeves | María Emilia Salerni Fabiola Zuluaga | 4-6, 6-3, 7-5 | details |
| verloren finales |            |              |               |                 |                                      |               |         |
| 1.               | 1999-02-28 | WTA Oklahoma | hardcourt (i) | Amanda Coetzer  | Lisa Raymond Rennae Stubbs           | 3-6, 4-6      | details |

### Gewonnen ITF-toernooien enkelspel
| nr. | finale     | toernooi      | dotatie | ondergrond | tegenstandster in finale | score    |
| --- | ---------- | ------------- | ------- | ---------- | ------------------------ | -------- |
| 1.  | 1996-03-02 | Pretoria      | $10.000 | hardcourt  | Angela Bürgis            | 6-3, 6-2 |
| 2.  | 1996-05-04 | Hatfield      | $10.000 | gravel     | Julie Pullin             | 7-6, 7-6 |
| 3.  | 1997-05-11 | Lee-on-Solent | $10.000 | gravel     | Magalie Lamarre          | 6-3, 6-2 |
| 4.  | 2000-05-21 | Jackson       | $25.000 | gravel     | Dawn Buth                | 6-1, 7-6 |
| 5.  | 2001-05-13 | Midlothian    | $25.000 | gravel     | Feriel Esseghir          | 7-5, 6-3 |

### Gewonnen ITF-toernooien dubbelspel
| nr. | finale     | toernooi        | dotatie  | ondergrond | partner            | tegenstandsters in finale       | score         |
| --- | ---------- | --------------- | -------- | ---------- | ------------------ | ------------------------------- | ------------- |
| 1.  | 1998-05-17 | Haines City     | $250.000 | gravel     | Nannie de Villiers | Maureen Drake Renata Kolbovic   | 6-3, 6-2      |
| 2.  | 1999-05-16 | Midlothian      | $25.000  | gravel     | Nannie de Villiers | Erika deLone Annabel Ellwood    | 6-4, 6-0      |
| 3.  | 2001-10-14 | Hallandale      | $25.000  | gravel     | Alina Zjidkova     | Erica Krauth Vanesa Krauth      | 4-6, 6-2, 6-3 |
| 4.  | 2002-05-19 | Charlottesville | $25.000  | gravel     | Erika deLone       | Teryn Ashley Kristen Schlukebir | 6-2, 2-6, 7-5 |

## Resultaten grandslamtoernooien
| Legenda | Legenda                          |
| ------- | -------------------------------- |
| g.t.    | geen toernooi gehouden           |
| l.c.    | lagere categorie                 |
| –       | niet deelgenomen                 |
| G       | uitgeschakeld in de groepsfase   |
| 1R      | uitgeschakeld in de eerste ronde |
| 2R      | uitgeschakeld in de tweede ronde |
| 3R      | uitgeschakeld in de derde ronde  |
| 4R      | uitgeschakeld in de vierde ronde |
| KF      | uitgeschakeld in de kwartfinale  |
| HF      | uitgeschakeld in de halve finale |
| F       | de finale verloren               |
| W       | het toernooi gewonnen            |
| w-v     | winst/verlies-balans             |

### Enkelspel
geen deelname

### Vrouwendubbelspel
| toernooi        | 1998 | 1999 | 2000 |    | 2002 | 2003 |
| --------------- | ---- | ---- | ---- | -- | ---- | ---- |
| Australian Open | –    | 2R   | 1R   | –  | 2R   |      |
| Roland Garros   | –    | 2R   | 1R   | 1R | 1R   |      |
| Wimbledon       | 1R   | 1R   | 1R   | 2R | –    |      |
| US Open         | –    | 2R   | –    | 1R | –    |      |

### Gemengd dubbelspel
| toernooi        | 1999 | 2000 |
| --------------- | ---- | ---- |
| Australian Open | –    | –    |
| Roland Garros   | 1R   | 2R   |
| Wimbledon       | 2R   | –    |
| US Open         | –    | –    |